# Wen Shu (cràter)
Wen Shu és un cràter d'impacte en el planeta Venus de 31,5 km de diàmetre. Porta el nom de Wen Shu (1595-1634), pintora xinesa, i el seu nom va ser aprovat per la Unió Astronòmica Internacional el 1994.